# Tricuerpo

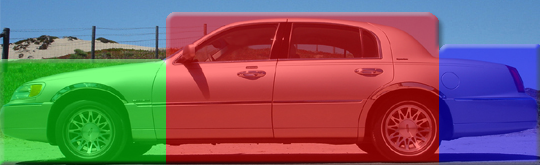
De izquierda a derecha, los tres volúmenes de un típico tricuerpo: motor (verde), habitáculo (rojo) y maletero (azul).

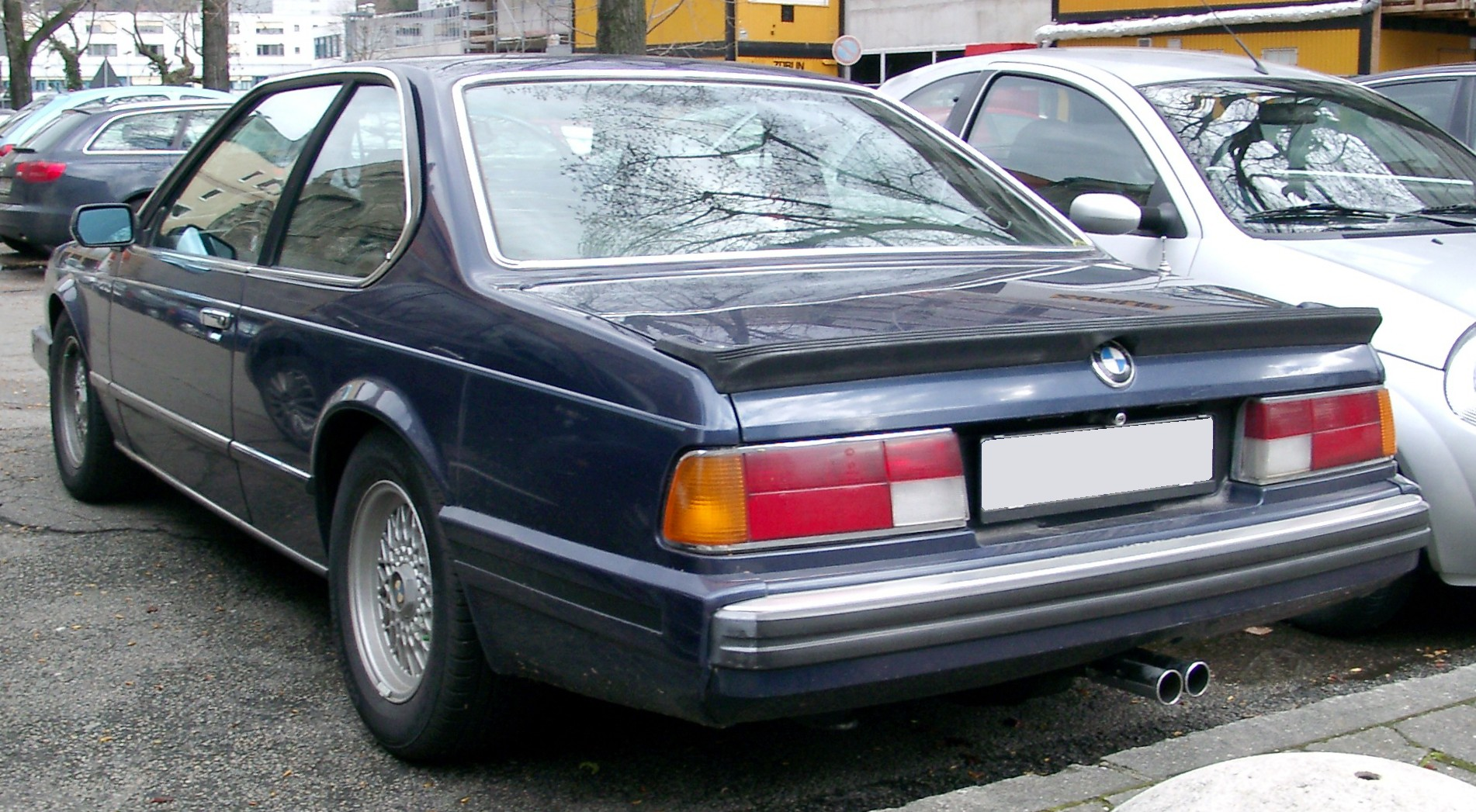
BMW Serie 6, un cupé de tres volúmenes.

Tricuerpo o tres volúmenes (en inglés: Three-box styling) es un estilo de carrocería de automóvil cuyos tres volúmenes están claramente definidos: motor, habitáculo y maletero. Prácticamente todos los automóviles con carrocería sedán tienen una silueta así, y buena parte de los cupés también la tienen. En algunas regiones, a los cupés tricuerpo se los denomina «sedán de dos puertas» en lugar de cupé. Los descapotables también se los puede asociar con el concepto de tricuerpo.
El habitáculo y el maletero de un tricuerpo quedan claramente demarcados cuando el vidrio trasero es muy vertical y forma ángulos cerrados en las uniones con el techo y la cola (por lo general la tapa del maletero). Esa característica puede dañar la aerodinámica del automóvil, cuando la corriente de aire que fluye por encima del techo genera turbulencias luego de la caída abrupta. Por esa razón, los vidrios traseros de los tricuerpos se han vuelto cada vez menos verticales, y la unión con el techo y la tapa del maletero se han vuelto cada vez más redondeadas.
Los estilos tricuerpo son muy variables, el Renault Dauphine es un tres volúmenes que lleva su motor en la parte trasera y su carga en la parte delantera.